# 사람이 좋다! 문화가 좋다!
사람이 좋다! 문화가 좋다!는 대한민국의 방송국, 광주MBC 중파 819㎑, 표준FM 93.9㎒에서 평일 오전 11시 5분부터 낮 12시까지 김두식 아나운서가 진행했던 인물, 예술 관련 라디오 프로그램이다. 2020년 5월 8일 자로 6년만에 폐지되었다.

## 역대 방송시간
| 방송 채널      | 방송 기간                          | 방송 시간                         |
| -------------- | ---------------------------------- | --------------------------------- |
| 광주MBC 표준FM | 2014년 11월 17일 ~ 2019년 3월 29일 | 평일 오전 11:15 ~ 낮 12:00 (45분) |
| 광주MBC 표준FM | 2019년 4월 1일 ~ 2020년 3월 27일   | 평일 오전 11:10 ~ 낮 12:00 (45분) |
| 광주MBC 표준FM | 2020년 3월 30일 ~ 2020년 5월 8일   | 평일 오전 11:05 ~ 낮 12:00 (55분) |